# Linden (condado de Iowa, Wisconsin)
Linden es un pueblo ubicado en el condado de Iowa en el estado estadounidense de Wisconsin. En el Censo de 2010 tenía una población de 847 habitantes y una densidad poblacional de 5,39 personas por km².

## Geografía
Linden se encuentra ubicado en las coordenadas 42°54′53″N 90°15′46″O / 42.91472, -90.26278. Según la Oficina del Censo de los Estados Unidos, Linden tiene una superficie total de 157.08 km², de la cual 157.06 km² corresponden a tierra firme y (0.01%) 0.02 km² es agua.

## Demografía
Según el censo de 2010, había 847 personas residiendo en Linden. La densidad de población era de 5,39 hab./km². De los 847 habitantes, Linden estaba compuesto por el 97.28% blancos, el 0% eran afroamericanos, el 0.12% eran amerindios, el 0.24% eran asiáticos, el 0% eran isleños del Pacífico, el 1.06% eran de otras razas y el 1.3% pertenecían a dos o más razas. Del total de la población el 2.24% eran hispanos o latinos de cualquier raza.